# Operatie Spinnenweb

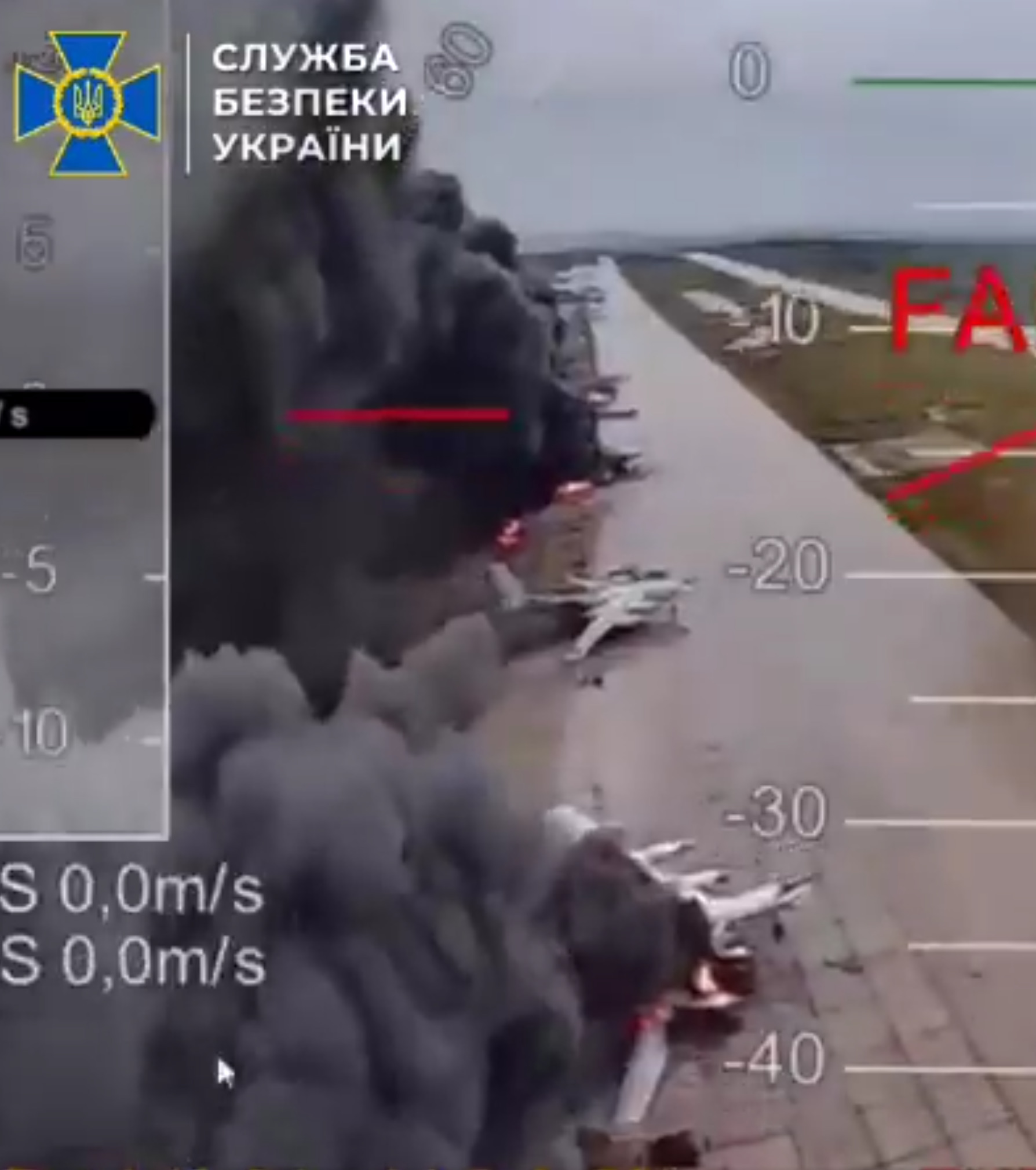
Brandende Toepolev Tu-95-bommenwerpers

Operatie Spinnenweb (Oekraïens: Операція «Павутина» Operatsiya "Pavoetyna") bestond uit aanslagen in Rusland met drones op 1 juni 2025 door Oekraïne. Het was een aanval vanwege de Russische invasie van dit land. Volgens de Oekraïense veiligheidsdienst SBU zou 34% van de Russische strategische bommenwerpers – met een waarde van zo'n 7 miljard Amerikaanse dollar – daarbij beschadigd of vernietigd zijn. Nieuwswebsite The War Zone (TWZ) sprak over 2 miljard aan schade. Aan de acties zou anderhalf jaar aan planning zijn voorafgegaan onder leiding van luitenant-generaal Vasyl Maljoek, hoofd van de SBU.

## Doelen
De getroffen luchtmachtbases waren Diaguilevo, Olenja, Ivanovo en Belaja, naast mogelijk het hoofdkwartier en de onderzeebootdokken van de Russische Noordelijke Vloot te Moermansk.

## Inzet en uitvoering
Er werden 117 FPV-drones ingezet. Die stegen op vanuit de geopende daken van microwoningen. Deze microwoningen waren gebouwd in Oekraïne, daarna op vrachtwagens geladen en vervolgens naar Rusland vervoerd. In Tsjeljabinsk werden de onbemande luchtvaartuigen in de microwoningen onder de daken verborgen. Voor de aanval openden de daken van de microwoningen en konden zo de drones, die verstopt zaten in een geheime ruimte, opstijgen.  Een deel van de drones was voorzien van AI-software om bommenwerpers te herkennen en aan te vallen. Toen het contact met de dronepiloten, die in Oekraïne zaten, door elektronische oorlogsvoering werd verstoord, volgden de drones een vooraf ingestelde route waarbij ze zelfstandig de vliegtuigen detecteerden en aanvielen. De SBU had eerder drones over museumtoestellen in Moskou laten vliegen om deze te scannen en de benodigde visuele data te bemachtigen. 

## Analyse
Er zouden 41 grote militaire vliegtuigen, voornamelijk strategische bommenwerpers, zijn beschadigd waarvan er elf vernietigd werden. Hieronder zijn bommenwerpers van het type Toepolev Tu-95 ("Bear") en TU-22M3 ("Backfire"). Ook zijn twee Beriev A-50’s (radarvliegtuigen), een Iljoesjin Il-78 (tankvliegtuig) en een Antonov An-12 (vrachtvliegtuig) geraakt, zo bleek uit een compilatievideo die de SBU op 4 juni vrijgaf. De SBU beweerde aanvankelijk ook dat er bommenwerpers van het type Tu-160 ("Blackjack") waren geraakt, maar internationale waarnemers hebben dat tot dusver niet kunnen bevestigen met visueel bewijsmateriaal; het is onduidelijk waarom niet.
Sinds februari 2022 is naar schatting 20% tot 35% van de operationele bommenwerpers van Rusland vernietigd of beschadigd, waarvan ongeveer driekwart tijdens Operatie Spinnenweb op 1 juni 2025. De verwoeste en zwaar beschadigde "Bears" en "Backfires" zijn bovendien vrijwel zeker onvervangbaar. De Russische luchtmacht VKS heeft hiermee bijzonder verpletterende verliezen geleden die nauwelijks te compenseren zijn.

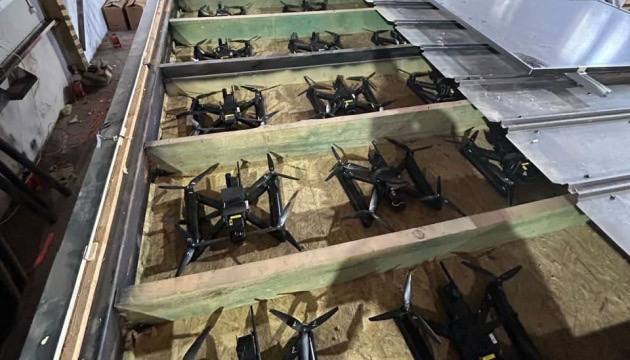

## Nepbeelden
Op sociale media werden na de aanval naast echte beelden ook AI-gegenereerde filmpjes en foto's geplaatst die voor echt werden versleten. De beelden komen zowel van pro-Russische als van pro-Oekraïense bronnen, om de zaken respectievelijk te minimaliseren dan wel uit te vergroten.